# 2014 OD394
2014 OD394 ist ein großes transneptunisches Objekt im Kuipergürtel, das bahndynamisch als Cubewano (CKBO) eingestuft wird. Aufgrund seiner Größe gehört der Asteroid möglicherweise zu den Zwergplanetenkandidaten.

## Entdeckung
2014 OD394 wurde am 31. Juli 2014 von einem Astronomenteam im Rahmen des Pan-STARRS-Projekts mit dem 1,8-m-Ritchey Chretien-Teleskop (PS1) am Haleakalā-Observatoriums (Maui) entdeckt. Die Entdeckung wurde am 2. Januar 2019 von einem Pan-STARRS-Astronomenteam, bestehend aus J. Bulger, K. Chambers, B. Gibson, T. Goggia, T. Lowe, E. Magnier, N. Primak, A. Schultz, J. Thiel, S. Watters und M. Willman, bekanntgegeben.
Nach seiner Entdeckung ließ sich 2014 OD394 auf Fotos bis zum 16. Oktober 2011, die ebenfalls im Rahmen des Pan-STARRS-Programmes gemacht wurden, zurückgehend identifizieren und so seinen Beobachtungszeitraum um drei Jahre verlängern, um so seine Umlaufbahn genauer zu berechnen. Seither wurde der Planetoid durch verschiedene erdbasierte Teleskope beobachtet. Im Januar 2019 lagen insgesamt 99 Beobachtungen über einen Zeitraum von 7 Jahren vor. Die bisher letzte Beobachtung wurde im November 2017 auch wieder am Pan-STARRS-Teleskop (PS1) durchgeführt. (Stand 18. März 2019)

## Eigenschaften

### Umlaufbahn
2014 OD394 umkreist die Sonne in 295,27 Jahren auf einer leicht elliptischen Umlaufbahn zwischen 40,03 AE und 48,65 AE Abstand zu deren Zentrum. Die Bahnexzentrizität beträgt 0,097, die Bahn ist 11,24° gegenüber der Ekliptik geneigt. Derzeit ist der Planetoid 48,29 AE von der Sonne entfernt. Das Perihel durchlief er das letzte Mal 1892, der nächste Periheldurchlauf dürfte also im Jahre 2188 erfolgen.
Marc Buie (DES) klassifiziert den Planetoiden als Cubewano, wobei er zu den bahndynamisch „heißen“ klassischen KBO gehört, während vom Minor Planet Center keine spezifische Einstufung existiert; letzteres führt ihn als Nicht-SDO und allgemein als „Distant Object“.

### Größe
Derzeit wird von einem Durchmesser von 358 km ausgegangen, basierend auf einem Rückstrahlvermögen von 8 % und einer absoluten Helligkeit von 5,7 m. Ausgehend von diesem Durchmesser ergibt sich eine Gesamtoberfläche von etwa 403.000 km².
Da es denkbar ist, dass sich 2014 OD394 aufgrund seiner Größe im hydrostatischen Gleichgewicht befindet und somit weitgehend rund sein könnte, erfüllt er möglicherweise die Kriterien für eine Einstufung als Zwergplanet. Mike Brown geht davon aus, dass es sich bei 2014 OD394 um vielleicht einen Zwergplaneten handelt.
| Jahr                                         | Abmessungen km | Quelle   |
| -------------------------------------------- | -------------- | -------- |
| 2018                                         | 386,0          | Johnston |
| 2018                                         | 358,0          | Brown    |
| Die präziseste Bestimmung ist fett markiert. |                |          |